# Matt Anoaʻi
Matthew Tapunu’u Anoaʻi (ur. 7 kwietnia 1970 w San Francisco, Kalifornia, zm. 17 kwietnia 2017 w Pensacola, Floryda) – amerykański wrestler pochodzenia samoańskiego, bardziej znany spod ringowego imienia jako Rosey i skróconego Matt Anoaʻi w federacji World Wrestling Entertainment (WWE). Posiadacz drużynowego mistrzostwa WWE World Tag Team Championship wraz z The Hurricane’em (2005).

## Kariera

### Wczesne życie
W młodości grywał w high school football w Escambia High School w mieście Pensacola na Florydzie, m.in. u boku późniejszej gwiazdy National Football League (NFL) – Emmitta Smitha, a następne otrzymał stypendium uprawniające do treningów futbolu akademickiego na University of Hawaii. Później pracował w kilku klubach nocnych.

### Początki kariery wrestlera (1995 – 2001)
Treningi wrestlingu rozpoczął na równi ze swoim kuzynem Eddiem Fatu w szkole zawodowych zapasów prowadzonej przez jego ojca i wuja – Wild Samoans Training Center. Następnie debiutował w 1995 w promocji World Xtreme Wrestling (WXW). Następnie podpisał kontrakt z dużą portorykańską promocją World Wrestling Council (WWC), gdzie występował w tag teamie Samoan Gangsta Party z Samu. Swój pierwszy tytuł zdobył pod koniec grudnia 1995 wygrywając zwakowany IWCCW Tag Team Championship. W 1996 wraz z Samu przeniósł się do Extreme Championship Wrestling (ECW) gdzie prowadzili rywalizację z tag teamami The Gangstas i The Eliminators o tytuły ECW World Tag Team Championship jednak bez sukcesów. W 1997 w WXW gdzie wraz z L.A. Smoothem zdobył drużynowy tytuł WXW Tag Team Championship. W tym samym czasie pojawił się w WWC wygrywając WWC World Tag Team Championship z Tahitim. W grudniu 1997 Matt Anoaʻi i L.A. Smooth sięgnęli po NWL Tag Team Championship utrzymując pasy mistrzowskie do marca 1998.
Od marca 1999 występował w japońskiej Frontier Martial-Arts Wrestling (FMW) w drużynie z Eddiem Fatu (jako tag team Armageddon I & Armageddon II) oraz Rickym Fujim. W maju 2000 obaj Fatu i Anoaʻi utworzyli nowy tag team o nazwie The Samoans, a w czerwcu tego roku sięgnęli po tytuł FMW Hardcore Tag Team Championship pokonując Hosakę i Yoshinori Sasaki by kolejno stracić tytuł pod koniec lipca.

### World Wrestling Entertainment/WWE (2001 – 2006)
W 2001 zarówno Anoaʻi, jak i Eddie Fatu podpisali kontrakt z federacją rozwojową WWE – Heartland Wrestling Association (HWA) i zaczęli występować jako The Island Boyz wygrywając m.in. tytuł HWA Tag Team Championship w listopadzie 2001. Później obaj pojawili się w Memphis Championship Wrestling (MCW) gdzie trzykrotnie byli MCW Southern Tag Team Championami.
W WWE zadebiutował wraz z Eddiem Fatu (występującym jako Jamal) w tag teamie 3-Minute Warning w dniu 22 lipca 2002 podczas jednego z odcinków Raw. Drużyna 3-Minute Warning odgrywała rolę „złych brutali”, a Anoaʻi zmienił swój pseudonim na Rosey honorując w ten sposób futbolistę Roseya Griera. Początkowo według storyline’u byli enforcerami Erica Bischoffa i atakowali losowych wrestlerów WWE na jego życzenie, a także innych pracowników federacji jak konferansjerkę Lilian Garcię. We wrześniu 2002 w ramach drużyny 3-Minute Warning, Anoaʻi rozpoczął feud z tag teamem Billy and Chuck – w tym samym czasie menedżerem 3-Minute Warning został Rico Constantino. Regularnie występował na Raw z Jamalem aż do czerwca 2003, kiedy Fatu rozstał się z WWE.
Po odejściu Jamala i rozpadzie tag teamu 3-Minute Warning zawiązał sojusz z The Hurricane’em, który „odkrył w nim” talent superbohatera przez co został określony przez Hurricane’a gimmickiem Rosey, the Super Hero in Training (S.H.I.T). Następnie u boku Hurricane’a występował w segmentach gdzie odgrywał rolę typowego komiksowego pomocnika głównego superbohatera (The Hurricane’a). W tym czasie jako tag team Rosey and The Hurricane prowadzili rywalizację z Chrisem Jericho i Christianem oraz stajnią Evolution. W lipcu 2004 pojawił się na Raw w nowym kostiumie jako „pełnoprawny superbohater”.
Największym osiągnięciem Roseya stało się zdobycie wraz The Hurricane’em w dniu 1 maja 2005 na gali Backlash (2005) tytułu mistrzowskiego WWE World Tag Team Championship po pokonaniu drużyny La Résistance. Niedługo później dołączyła do nich Stacy Keibler, która odgrywała rolę superbohaterki w gimmicku Super Stacy. Na gali Unforgiven (2005) we wrześniu 2005 drużyna Rosey and The Hurricane straciła pasy mistrzowskie World Tag Team Championship na rzecz tag teamu Lance Cade and Trevor Murdoch. Po utracie pasów mistrzowskich przez Roseya i The Hurricane’a tag team ten zaczął przegrywać kolejne pojedynki. W październiku 2005 Hurricane porzucił gimmick superbohatera ściągając maskę, z twarzy, a w kolejnym tygodniu pozostawił Roseya samego w ringu przeciwko drużynie Lance Cade i Trevr Murdoch. Następnie krótko rywalizował ze swoim byłym tag team partnerem The Hurricane’em, który zaczął występować jako Gregory Helms. W styczniu 2006 ponownie występował w dark matchach u boku Jamala, który powrócił do WWE, jednak powrót tag teamu 3-Minute Warning nie nastąpił w telewizji po tym jak w marcu 2006 kontrakt Roseya z WWE uległ wygaśnięciu.

### Dalsza kariera (2006 – 2017)
Po opuszczeniu WWE rozpoczął występy dla japońskiej All Japan Pro Wrestling (AJPW) pod pseudonimem RO-Z. Wraz z Suwamą zajęli pierwsze miejsce w grupie podczas turnieju tag teamowego World’s Strongest Tag Determination League 2006, jednak ulegli w finale pokonani przez drużynę Satoshi Kojima i Hiroyoshi Tenzan. W 2007 prowadził różne rywalizacje (m.in. o AJPW World Tag Team Championship oraz w turnieju Champion Carnival) jednak bez sukcesów. Pod koniec marca zawalczył po raz ostatni dla AJPW po czym odszedł z federacji. Na przełomie 2006 i 2007 związany był również ze sceną niezależną. Walczył dla Great Championship Wrestling, BAW Championship Wrestling i Appalachian Wrestling Federation. Powrócił również do Heartland Wrestling Association, gdzie prowadził feud z Jonem Moxley’em. We wrześniu 2007 zaliczał występy w Ohio Valley Wrestling (OVW) – federacji rozwojowej WWE, jednak niedługo później z powrotem występował na scenie niezależnej. Tuż przed śmiercią współprowadził wraz z ojcem (Siką Anoaʻi) na Florydzie federację wrestlingu o nazwie Epic Championship Wrestling.

### Tytuły i osiągnięcia
- Extreme Wrestling Federation
  - EWF Tag Team Championship (1 raz) – z Charlesem Jacksonem
- Frontier Martial-Arts Wrestling / World Entertainment Wrestling
  - FMW/WEW Hardcore Tag Team Championship (1 raz) – z Eddiem Fatu
- International World Class Championship Wrestling
  - IWCCW Tag Team Championship (1 raz) – z Sammym Silkiem
- Heartland Wrestling Association
  - HWA Tag Team Championship (2 razy) – z Ekmo
- Memphis Championship Wrestling
  - MCW Southern Tag Team Championship (3 razy) – z Ekmo
- National Wrestling League
  - NWL Tag Team Championship (1 raz) – z L.A. Smoothem
- Pro Wrestling Illustrated
  - Sklasyfikowany na 92. miejscu wśród 500 najlepszych wrestlerów w rankingu PWI 500 w 2005 roku.
- World Wrestling Council
  - WWC World Tag Team Championship (1 raz) – z Tahitim
- World Wrestling Entertainment
  - World Tag Team Championship (1 raz) – z The Hurricane’m
- World Xtreme Wrestling
  - WXW Tag Team Championship (3 razy) – z L.A. Smoothem
- Wrestling Observer Newsletter
  - Najgorszy tag team (2002) 3-Minute Warning – z Eddiem Fatu.

## Życie prywatne i inne media
Był synem Siki Anoaʻi – samoańskiego wrestlera i członka tag teamu The Wild Samoans, z tego też względu należał do rodziny zawodowych zapaśników Anoaʻi. W 2007 wraz z Samu wprowadził do galerii sław WWE Hall of Fame swojego ojca i wuja jako tag team The Wild Samoans. Jego kuzynami byli zmarły w 2009 Eddie Fatu – bardziej znany jako Umaga, Dwayne „The Rock” Johnson, Rikishi, Yokozuna i Tonga Kid. Jego młodszym bratem był Leati Joseph Anoaʻi – bardziej znany jako Roman Reigns. Wraz z żoną Amandą (Mandy) Vandeberg miał troje dzieci – dwóch synów: Jordana Ilesa i Koa Rodneya Anoaʻi oraz córkę Madison Alani Anoaʻi.
W 2007 pojawił się w reality show telewizji American Broadcasting Company pt. Fat March, gdzie 12 otyłych uczestników brało udział w pieszym marszu o długości 920 km przez dziewięć stanów Ameryki w celu zbicia wagi ciała oraz wygrania 1,2 mln dolarów. Z rywalizacji w programie odpadł w piątym odcinku po tym jak doznał kontuzji kolana. Poza wrestlingiem i telewizją prowadził działalność gospodarczą opartą na gastronomii – był właścicielem restauracji o nazwie Island Boi BBQ w Cincinnati.
W styczniu 2014 został hospitalizowany z powodu zastoinowej niewydolności serca oraz migotania przedsionków. Zmarł w kwietniu 2017, 10 dni po swoich 47. urodzinach w mieście Pensacola na Florydzie z powodu nawrotu zastoinowej niewydolności serca.